# 와카바야시 나오미
와카바야시 나오미(일본어: 若林 直美 わかばやし なおみ[*], 1975년 11월 2일 ~ )는 일본의 여성 성우이다. 돗토리현 출신. 주요 출연작은 아이돌 마스터의 아키즈키 리츠코등이다.

## 필모그래피
- 아이돌 마스터 무비 : 빛의 저편으로!